# Yogscast
The Yogscast sunt un grup de broadcasteri online din Bristol, care își publica munca pe canalul YouTube BlueXephos, și conținut separat într-o rețea de canale personale ale fiecărui membru. Au fost cunoscuți inițial pentru tutorialele lor World of Warcraft dar apoi au început broadcastingul extensiv legat de gaming.
În iunie 2012, canalul principal al Yogscast, BlueXephos a devenit primul canal din Marea Britanie cu mai mult de 1.000.000 de vizualizări. Canalul are in jur de 7.000.000 de abonați. (iunie 2014). Yogscast au primit The Golden Joystick Award.

## Origini
Grupul a fost fondat în iulie 2008 de Simon Lane și Lewis Brindley. Numele "The Yogscast" provine de la fostul lor clan World of Warcraft, "Ye Olde Goone Squade".